# FC Nordsjælland
Football Club Nordsjælland – duński klub piłkarski z siedzibą w Farum na Zelandii.

## Historia

### Farum BK
Klub powstał w 1991 pod nazwą Farum BK w wyniku fuzji Farum Idrætsklub oraz Stavnsholt Boldklub. W pierwszych latach swojej działalności zespół występował w niższych ligach duńskich. W 1998 uzyskał status profesjonalnego klubu. W tym samym roku awansował do 2. division, natomiast w następnym do 1. division. W 2002 klub wywalczył awans do najwyższej klasy rozgrywkowej, Superligaen. Pierwszy sezon w tych rozgrywkach ukończył na trzecim miejscu.

### FC Nordsjælland
Zespół mimo sukcesu piłkarskiego był bliski bankructwa wiosną 2003. Było to związane z odejściem z funkcji prezesa i inwestora klubu Petera Brixtofte w 2002 w związku z nadużywaniem władzy jako burmistrz Farum. Ostatecznie Farum BK uniknął bankructwa dzięki nowemu inwestorowi i właścicielowi, którym był Allan K. Pedersen. Przed sezonem 2003/04 zmienił on nazwę zespołu na FC Nordsjælland. W 2010 oraz 2011 klub zwyciężył w Pucharze Danii. W 2012 zdobył mistrzostwo, a w 2013 wicemistrzostwo kraju. W sezonie 2012/13 wystąpił w fazie grupowej Ligi Mistrzów. W rywalizacji z Juventusem, Chelsea oraz Szachtarem Donieck zdobył jeden punkt. W 2015 udziały w Nordsjælland przejęła grupa inwestorów na czele z Tomem Vernonem, założycielem ghańskiej akademii piłkarskiej Right To Dream. W 2021 nowym właścicielem klubu została egipska rodzina Mansour, która jednocześnie zainwestowała w Right To Dream. W rozgrywkach ligowych Nordsjælland w 2018 zajął 3. miejsce, natomiast w 2023 zdobył wicemistrzostwo Danii.

## Sukcesy

### Międzynarodowe
| \| \| Zdobyte trofea w rozgrywkach międzynarodowych (stan na: 25-05-2025) \| |                                                                     |      |            |
| Rozgrywki                                                                    | Osiągnięcie                                                         | Razy | Sezon(y)   |
| · Liga Mistrzów · (Puchar Europy)                                            | zdobywca                                                            | 0    |            |
| · Liga Mistrzów · (Puchar Europy)                                            | finalista                                                           | 0    |            |
| · Liga Mistrzów · (Puchar Europy)                                            | faza grupowa                                                        | 1    | 2012       |
| · Liga Europy · (Puchar UEFA)                                                | zdobywca                                                            | 0    |            |
| · Liga Europy · (Puchar UEFA)                                                | finalista                                                           | 0    |            |
| · Liga Europy · (Puchar UEFA)                                                | 1. runda                                                            | 2    | 2003, 2008 |
| · Liga Konferencji                                                           | zdobywca                                                            | 0    |            |
| · Liga Konferencji                                                           | finalista                                                           | 0    |            |
| · Liga Konferencji                                                           | faza grupowa                                                        | 1    | 2023       |
| FIFA                                                                         | Zdobyte trofea w rozgrywkach międzynarodowych (stan na: 25-05-2025) |      |            |

### Krajowe
| \| \| Zdobyte trofea w rozgrywkach Danii (stan na: 25-05-2025) \| |                                                          |      |            |
| Rozgrywki                                                         | Osiągnięcie                                              | Razy | Sezon(y)   |
| Mistrzostwo                                                       | I miejsce                                                | 1    | 2012       |
| Mistrzostwo                                                       | II miejsce                                               | 2    | 2013, 2023 |
| Mistrzostwo                                                       | III miejsce                                              | 2    | 2003, 2018 |
| Puchar                                                            | zdobywca                                                 | 2    | 2010, 2011 |
| Puchar                                                            | finalista                                                | 0    |            |
| II liga                                                           | I miejsce                                                | 0    |            |
| II liga                                                           | II miejsce                                               | 1    | 2002       |
| II liga                                                           | III miejsce                                              | 0    |            |
| Dania                                                             | Zdobyte trofea w rozgrywkach Danii (stan na: 25-05-2025) |      |            |

## Europejskie puchary
Legenda do wszystkich tabel:
- Q – runda eliminacyjna, 1/16, 1/8, 1/4, 1/2 – odpowiednia faza rozgrywek, Grupa – runda grupowa, 1r gr – pierwsza runda grupowa, 2r gr – druga runda grupowa, F – finał, R – runda, PO – play-off
- k. – rzuty karne, los. – losowanie, Dogr. – dogrywka, w. – zasada bramek strzelonych na wyjeździe

| Sezon   | Rozgrywki               | Runda   | Przeciwnik         | Dom | Wyjazd | Ogólnie    |
| ------- | ----------------------- | ------- | ------------------ | --- | ------ | ---------- |
| 2003/04 | Puchar UEFA             | 1Q      | Szirak Giumri      | 4–0 | 2–0    | 6–0        |
| 2003/04 | Puchar UEFA             | 1R      | Panionios GSS      | 0–1 | 1–2    | 1–3        |
| 2008/09 | Puchar UEFA             | 1Q      | TVMK               | 5–0 | 3–0    | 8–0        |
| 2008/09 | Puchar UEFA             | 2Q      | Queen of the South | 2–1 | 2–1    | 4–2        |
| 2008/09 | Puchar UEFA             | 1R      | Olympiakos SFP     | 0–2 | 0–5    | 0–7        |
| 2010/11 | Liga Europy             | 3Q      | Sporting CP        | 0–1 | 1–2    | 1–3        |
| 2011/12 | Liga Europy             | PO      | Sporting CP        | 0–0 | 1–2    | 1–2        |
| 2012/13 | Liga Mistrzów           | Grupa E | Chelsea            | 0–4 | 1–6    | 4. miejsce |
| 2012/13 | Liga Mistrzów           | Grupa E | Juventus F.C.      | 1–1 | 0–4    | 4. miejsce |
| 2012/13 | Liga Mistrzów           | Grupa E | Szachtar Donieck   | 2–5 | 0–2    | 4. miejsce |
| 2013/14 | Liga Mistrzów           | 3Q      | Zenit Petersburg   | 0–1 | 0–5    | 0–6        |
| 2013/14 | Liga Europy             | PO      | Elfsborg           | 0–1 | 1–1    | 1–2        |
| 2018/19 | Liga Europy             | 1Q      | Cliftonville       | 2–1 | 1–0    | 3–1        |
| 2018/19 | Liga Europy             | 2Q      | AIK Fotboll        | 1–0 | 1–0    | 2–0        |
| 2018/19 | Liga Europy             | 3Q      | Partizan           | 1–2 | 2–3    | 3–5        |
| 2023/24 | Liga Konferencji Europy | 3Q      | FCSB               | 2–0 | 0–0    | 2–0        |
| 2023/24 | Liga Konferencji Europy | PO      | FK Partizan        | 5–0 | 1–0    | 6–0        |
| 2023/24 | Liga Konferencji Europy | Grupa H | Fenerbahçe SK      | 6–1 | 1–3    | 3. miejsce |
| 2023/24 | Liga Konferencji Europy | Grupa H | Łudogorec Razgrad  | 7–1 | 0–1    | 3. miejsce |
| 2023/24 | Liga Konferencji Europy | Grupa H | Spartak Trnawa     | 1–1 | 2–0    | 3. miejsce |

## Stadion
Klub rozgrywa swoje spotkania na Right to Dream Park o pojemności 10300 osób.

## Piłkarze
FC Nordsjælland od 2015 współpracuje z ghańską akademią piłkarską Right To Dream w celu ekspozycji afrykańskich talentów. Dzięki tej współpracy Nordsjælland za ponad 5 milionów euro sprzedało kilku wychowanków Right To Dream. Są nimi m.in.: Kamaldeen Sulemana, Mohammed Kudus, Simon Adingra, Ernest Nuamah, Ibrahim Osman oraz Adamo Nagalo.
Marcus Ingvartsen jest jedynym zawodnikiem w historii klubu, który zdobył tytuł króla strzelców najwyższej ligi duńskiej. Dokonał tego w sezonie 2016/17 z wynikiem 23 goli.

### Skład na sezon 2024/2025
Stan na 6 września 2024
| Nr | Poz. | Piłkarz               |
| -- | ---- | --------------------- |
| 2  | OB   | Peter Ankersen        |
| 4  | OB   | Kian Hansen (kapitan) |
| 5  | OB   | Daniel Svensson       |
| 6  | PO   | Jeppe Tverskov        |
| 7  | NA   | Marcus Ingvartsen     |
| 8  | PO   | Mario Dorgeles        |
| 10 | NA   | Benjamin Nygren       |
| 11 | NA   | Mads Hansen           |
| 12 | PO   | Rocco Ascone          |
| 13 | BR   | Andreas Hansen        |
| 14 | PO   | Sindre Walle Egeli    |
| 15 | OB   | Erik Marxen           |

| Nr | Poz. | Piłkarz                                   |
| -- | ---- | ----------------------------------------- |
| 16 | PO   | Mark Brink                                |
| 17 | NA   | Levy Nene                                 |
| 19 | OB   | Lucas Hey                                 |
| 20 | PO   | Araphat Mohammed                          |
| 21 | PO   | Zidan Sertdemir                           |
| 24 | OB   | Lucas Høgsberg                            |
| 30 | OB   | Issaka Seidu                              |
| 32 | NA   | Milan Iloski                              |
| 37 | NA   | Alex Mighten (wypożyczony z San Diego FC) |
| 38 | BR   | William Lykke                             |
| 45 | OB   | Noah Markmann                             |

### Wypożyczeni do innych klubów
Stan na 6 września 2024
| Nr | Poz. | Piłkarz                                               |
| -- | ---- | ----------------------------------------------------- |
|    | BR   | Andreas Gülstorff (w Aalesunds FK do 31 grudnia 2024) |
|    | PO   | Magnus Munck (w RSCA Futures do 30 czerwca 2025)      |

## Dotychczasowi trenerzy
Opracowano na podstawie:
| Imię i nazwisko     | Okres pracy | Okres pracy |
| ------------------- | ----------- | ----------- |
| Christian Andersen  | 01.07.2003  | 31.12.2004  |
| Johnny Petersen     | 01.01.2005  | 30.06.2006  |
| Morten Wieghorst    | 01.07.2006  | 30.06.2011  |
| Kasper Hjulmand     | 01.07.2011  | 30.06.2014  |
| Ólafur Kristjánsson | 01.07.2014  | 31.12.2015  |

| Imię i nazwisko      | Okres pracy | Okres pracy |
| -------------------- | ----------- | ----------- |
| Kasper Hjulmand      | 01.01.2016  | 25.03.2019  |
| Flemming Pedersen    | 25.03.2019  | 06.01.2023  |
| Johannes Hoff Thorup | 07.01.2023  | 30.06.2024  |
| Jens Fønsskov Olsen  | 01.07.2024  | obecnie     |

## Drużyna kobieca
Klub posiada również sekcję piłki nożnej kobiet, założoną w 2017. W 2019 drużyna wywalczyła awans do Kvindeligaen. W 2020, 2023 oraz 2024 zdobyła Puchar Danii, a w 2024 mistrzostwo kraju.